# Övre Gailanjaure
Övre Gailanjaure är en sjö i Vilhelmina kommun i Lappland och ingår i Ångermanälvens huvudavrinningsområde. Sjön har en area på 0,64 kvadratkilometer och ligger 935,1 meter över havet. Övre Gailanjaure ligger i Marsfjället Natura 2000-område. Sjön avvattnas av vattendraget Rissjöbäcken.

## Delavrinningsområde
Övre Gailanjaure ingår i det delavrinningsområde (722677-148048) som SMHI kallar för Utloppet av Övre Gailanjaure. Medelhöjden är 1 070 meter över havet och ytan är 9,38 kvadratkilometer. Det finns inga avrinningsområden uppströms utan avrinningsområdet är högsta punkten. Rissjöbäcken som avvattnar avrinningsområdet har biflödesordning 3, vilket innebär att vattnet flödar genom totalt 3 vattendrag innan det når havet efter 428 kilometer. Avrinningsområdet består mestadels av kalfjäll (93 procent). Avrinningsområdet har 0,67 kvadratkilometer vattenytor vilket ger det en sjöprocent på 7,1 procent.